# Dürren in Syrien im 20. und 21. Jahrhundert

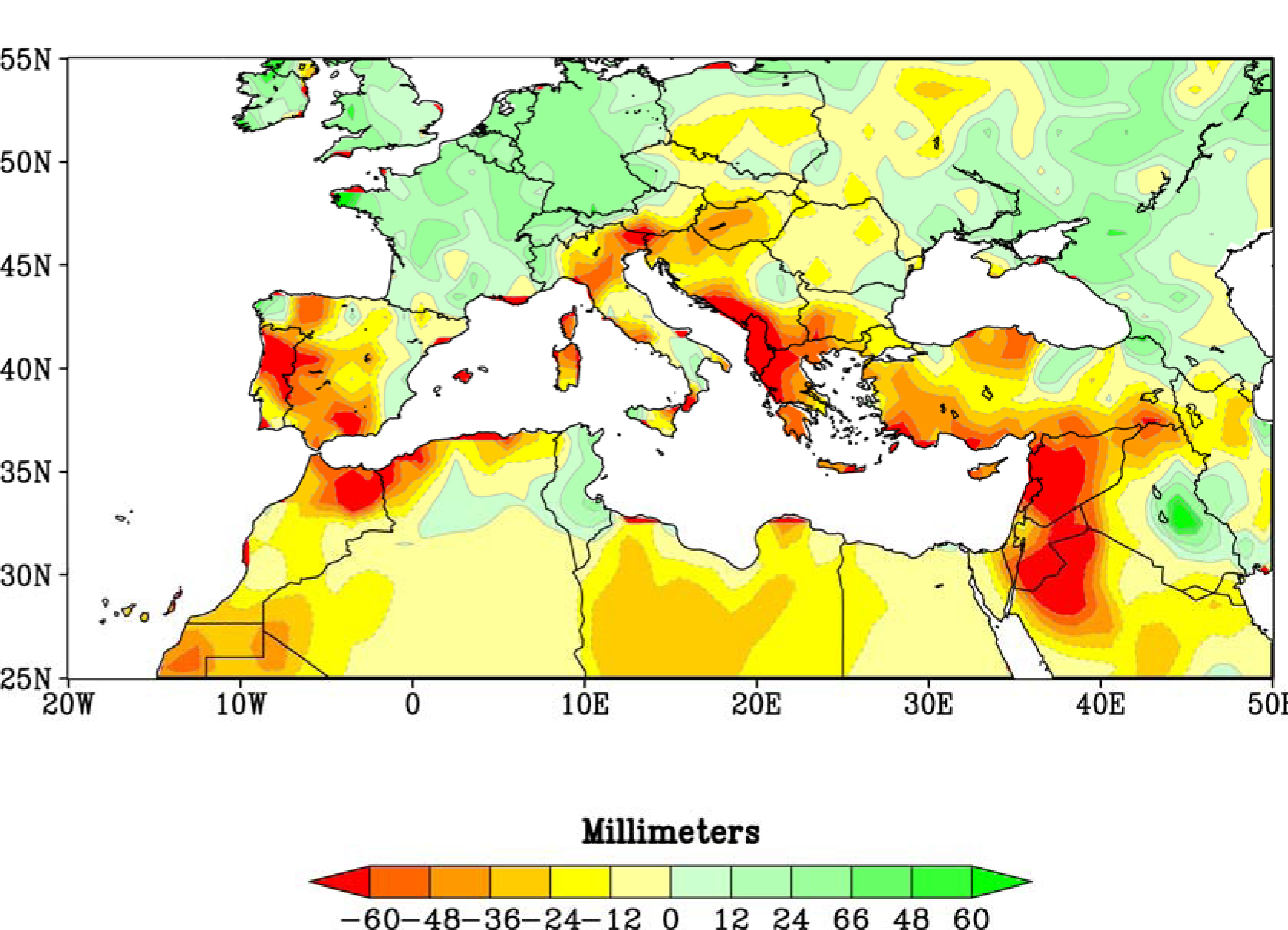
Winterdürre im Mittelmeerraum 1971–2010 im Vergleich zu 1902–2010: Rot rechts der Raum Syrien–Jordanien.

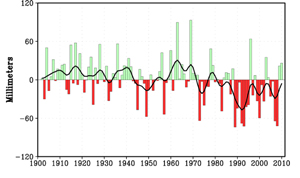
Winterniederschläge im Mittelmeerraum 1902–2010.

Wiederkehrende Dürren in Syrien sind Teil des dortigen Klimas. Seit den 1970er Jahren wird jedoch eine zunehmende Trockenheit der Region beobachtet. Insbesondere in den Jahren 2006 bis 2011 herrschte in Syrien eine außergewöhnliche Dürre, von der etwa 60 Prozent des Landes betroffen waren. Zusammenhänge mit der globalen Erwärmung und schlechtem Wassermanagement werden in der Forschung mittlerweile intensiv diskutiert. Ein falscher Umgang mit dem verknappten Wasser, so die Befürchtung, könne zudem unter anderem gewaltsame Konflikte begünstigen.

## Ursachen
In den Jahren 1961–2009 herrschte in Syrien beinahe in der Hälfte der Jahre Trockenheit. In Syrien gab es von 2007 bis 2010 eine mehrjährige extreme Dürre.
Als eine wesentliche Ursache für die klimatischen Veränderungen wird die anthropogene globale Erwärmung angesehen. Seit den 1970er Jahren lässt sich insgesamt eine Veränderung hin zu mehr Trockenheit im Mittelmeerraum beobachten, besonders im sonst niederschlagreichen Winter. Seit dem Jahr 1902 lagen im Mittelmeerraum zehn der 12 niederschlagärmsten Winter in den Jahren 1990 bis 2010. Dass die globale Erwärmung mitverantwortlich für die Dürre war und zukünftig noch einen stärkeren Einfluss auf die soziopolitische und ökonomische Lage ausüben wird, wird auch von weiteren Studien gestützt, wie eine 2016 publizierte Studie ergab. Demnach war die Periode 1998–2012 mit an Sicherheit grenzender Wahrscheinlichkeit (98 %) der trockenste 15-Jahreszeitraum in der Levante seit 500 Jahren, mit 89 % Sicherheit sogar der vergangenen 900 Jahre. Zwischen 1969 und 2008 nahm die Maximalzahl trockener Tage in der Regensaison um bis zu 32,4 Tage zu (Region Hasaka), die Anzahl aufeinanderfolgender trockener Tage um bis zu 34,4 (Region Raqqa). In der Saison 2007/2008 fiel die Niederschlagsmenge auf 66 Prozent des langjährigen Mittelwerts.
Neben den klimatischen Bedingungen wird als weiterer Grund für die Dürre der steigende Wasserbedarf diskutiert. Dieser setzt sich zusammen aus der Bevölkerungszahl sowie dem Pro-Kopf-Verbrauch. In Syrien stieg die Bevölkerung seit Mitte des 20. Jahrhunderts stark an: von 3,3 Millionen Menschen im Jahr 1950 auf etwa 21,4 Millionen im Jahr 2013. Dazu beigetragen hat eine ausgeprägte pro-natalistische Politik seit den 1950er Jahren, einhergehend mit dem offiziellen Verbot des Verkaufs und Gebrauchs von Empfängnisverhütungsmitteln.

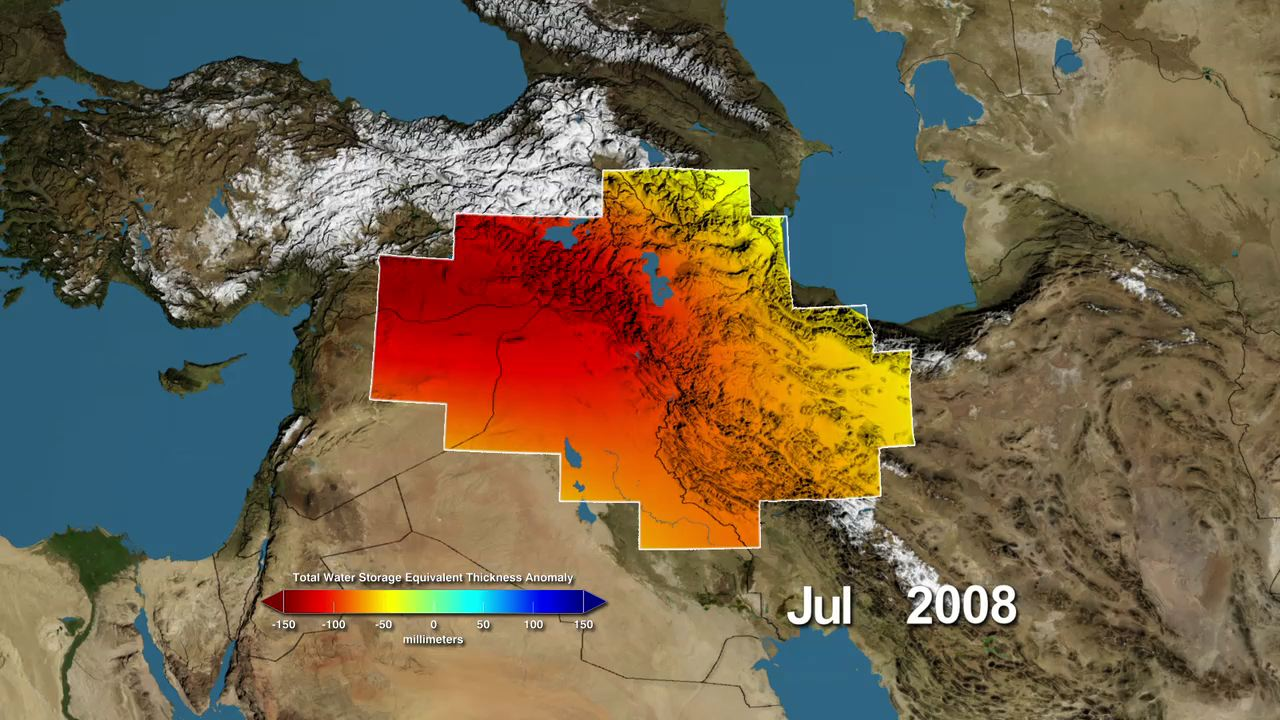
Wasserverluste im Euphrat-Tigris-Becken zwischen 2002 und 2009 (Quelle: GRACE)

Messungen des Gravity Recovery and Climate Experiments (GRACE) ergaben, dass das Wasservorkommen im Euphrat-Tigris-Becken (Türkei, Syrien, Irak und Westiran) in den Jahren 2003 bis 2009 stärker zurückging als in jeder anderen Region der Welt, ausgenommen Nordindien. Als Ursachen werden nachlassende Niederschläge und schlechtes Wassermanagement gesehen. Die großflächige Einführung von Dieselmotor-Pumpen in den 1960er Jahren führte zu einem starken Abfall der Grundwasserspiegel. Zwischen 1970 und 1999 wurden Hunderte neuer Brunnen gebohrt, und die künstlich bewässerten Flächen nahmen stark zu. Zwischen 1999 und 2010 stieg die Anzahl der Brunnen von 135.089 auf über 229.881, im Jahr 2010 waren 57 Prozent der Brunnen ohne Lizenz. Der starke Anstieg der Grundwassernutzung führte in den am stärksten betroffenen Gebieten im Zeitraum zwischen 1950 und 2000 zu einem Abfall des Grundwasserspiegels um bis zu 100 Metern. Zwischen 1993 und 2000 fiel der Grundwasserspiegel in der Region um Damaskus jährlich um sechs Meter.
Zudem hat sich seit 1975 der Zufluss von Wasser aus der Türkei nach Syrien aufgrund des Baus von Staudämmen und Wasserkraftanlagen (Südostanatolien-Projekt) um 40 Prozent vermindert.

## Folgen

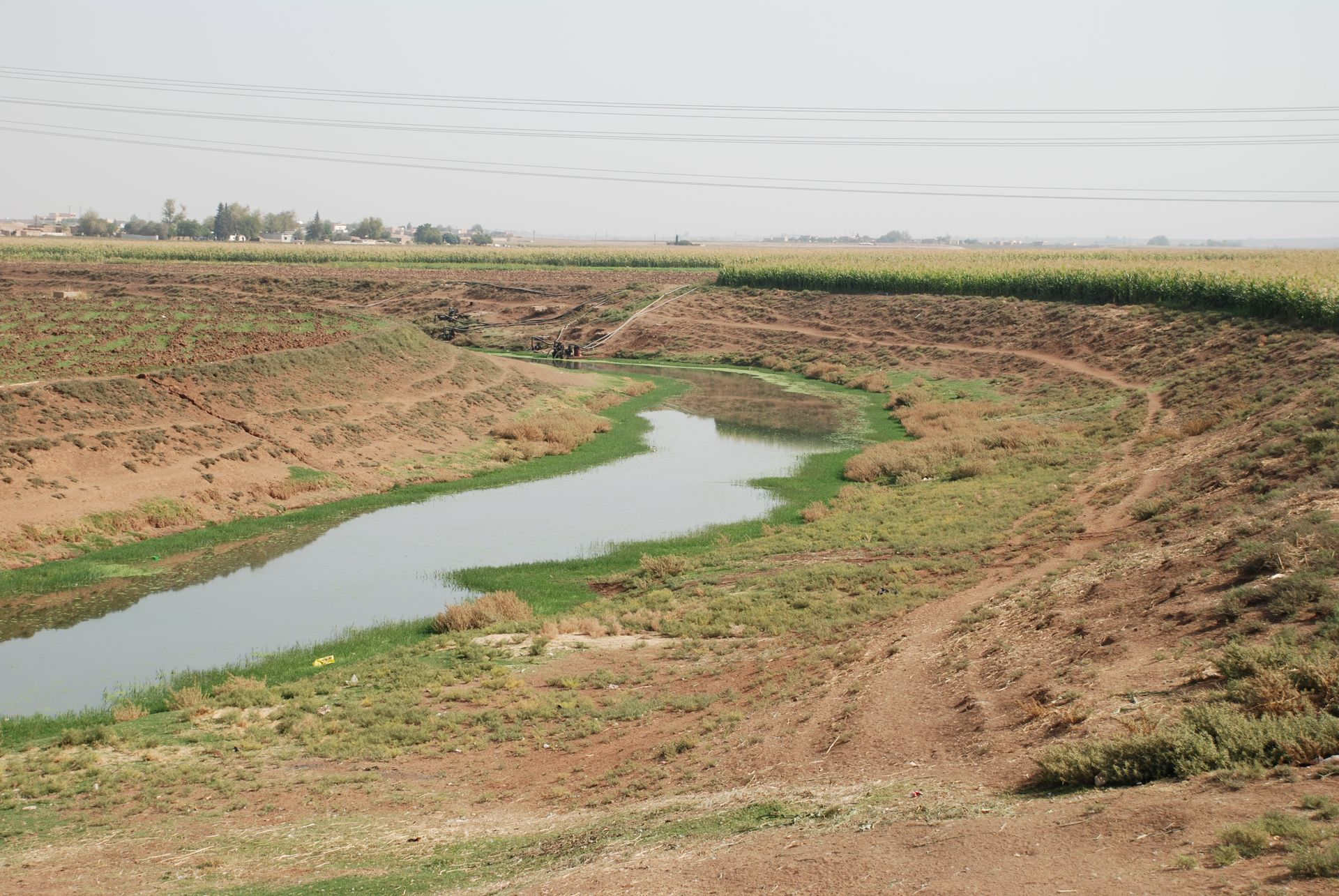
Nahezu ausgetrocknetes Flussbett des Chabur im Nordosten Syriens (Oktober 2009)

Besonders die mehrjährigen Dürren waren folgenreich.

### Dürren bis 2001
Stärkere Dürren im Raum gab es in den 1950er Jahren.
Eine Dürre im Jahr 1961 führte zu einer Reduktion der Kamelpopulation um 80 Prozent und der Schafe um 50 Prozent.
Auch in den 1980er Jahren herrschte wieder abnorme Trockenheit.
In der Dürreperiode zwischen 1998 und 2001, die ganz Mittelasien traf, mussten 329.000 Personen (47.000 Nomaden-Haushalte) ihren Viehbestand töten, litten unter Nahrungsmittelknappheit und bedurften der Notversorgung mit Lebensmitteln.

### Dürre 2006 bis 2011

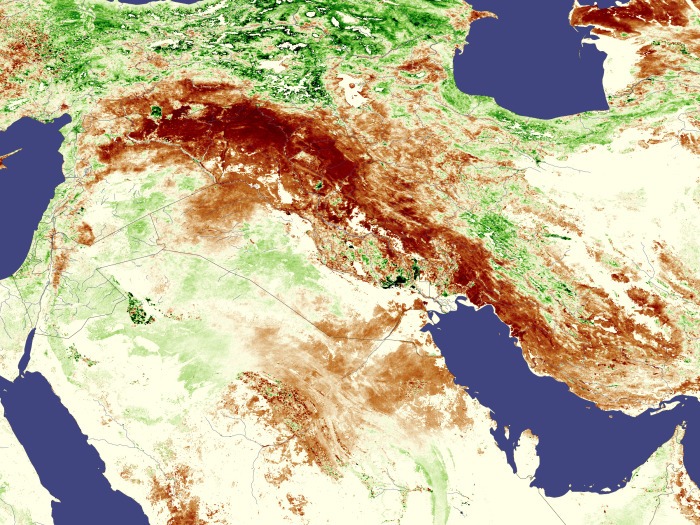
Vegetationsanomalie im „fruchtbaren Halbmond“ 2006–2010

Am stärksten von der Dürre 2006–2011 betroffen waren die Provinzen Deir ez-Zor, Hasaka und Rakka, die als „Brotkorb der Nation“ galten.
Unter anderem kam es zwischen 2006 und 2008 zu einem starken Rückgang der Getreideproduktion. Die Weizenernte 2007/2008 betrug nur 2,1 Millionen Tonnen – im Vergleich zum langjährigen Mittelwert von 4,7 Millionen (von denen 3,8 Millionen in Syrien konsumiert wurden) – so dass Syrien erstmals seit 15 Jahren Weizen importieren musste. In der Saison 2008/2009 waren die betroffenen Provinzen erneut von reduzierten Niederschlagsmengen betroffen sowie in der Saison 2009/2010 von einem Schadpilz (Gelbrost), der sich aufgrund der vorangegangenen Dürreperiode stark ausbreitete. Die Weizenernte 2009/2010 lag daher mit 3,2 Millionen Tonnen trotz höherer Niederschlagsmengen in dieser Saison nach wie vor im unterdurchschnittlichen Bereich.
In den Jahren 2008 und 2009 wurden verschiedene landwirtschaftsrelevante Subventionen gekürzt (Diesel, Dünger), was zu stark steigenden Preisen führte.
Betroffen war dabei der ganze Nahe und Mittlere Osten, mit Ernteausfällen auch in Israel (vergl. dort den Wasserspiegel des Toten Meeres), Jordanien, dem Libanon, dem Irak und dem Iran. Das USDA schätzte, dass der Nahe Osten 2009/10 insgesamt 5,8 Million Tonnen Weizen importieren musste, ein Anstieg um 72 % im Vergleich zum Vorjahr.
Dies führte in Kombination mit der Dürre zu einer Migration der Landwirte in die Städte, wobei die Migration ganzer Familien ein relativ neues Phänomen darstellte. Die UN schätzte, dass 300.000 Personen aus dem Nordosten Syriens abwanderten und 60–70 Prozent der Dörfer der Provinzen Hassakeh und Deir verlassen wurden, wobei die tatsächlichen Zahlen vermutlich höher liegen. Laut der Washington Post mussten 1,5 Millionen Menschen aufgrund der Dürre innerhalb Syriens umsiedeln. Etwa 75 Prozent der Bauern hätten ihre gesamte Ernte verloren, und Landwirte im Nordosten Syriens etwa 85 Prozent ihres Viehbestands.
Nach Angaben der UN waren zwischen 2008 und 2011 etwa 1,3 Millionen Menschen von der Dürre betroffen, davon 800.000 so schwer, dass sie ihre Existenzgrundlage verloren.
Daten aus den am schwersten betroffenen Gebieten wiesen auf einen drastischen Anstieg (mangel-)ernährungsbedingter Erkrankungen zwischen 2006 und 2010 hin. Unter anderem wiesen in der Provinz Rakka 42 Prozent der Kinder im Alter von 6–12 Monaten eine Anämie auf. Während im Jahr 2003/4 zwei Millionen Menschen in extremer Armut lebten, schätzte die UN im Jahr 2010 die Anzahl der Menschen mit unsicherer Nahrungsmittelversorgung auf 3,7 Millionen (17 Prozent der syrischen Bevölkerung).
Die Dürreperiode 2006 bis 2011 gilt vielen als eine der Ursachen des Bürgerkriegs in Syrien und des folgenden IS-Konflikts.
Laut Christiane Fröhlich, Friedensforscherin an der Uni Hamburg, haben ihre Gespräche mit Menschen vor Ort der Klimathese eher widersprochen. Danach sind nur wenige von denjenigen, die vor der Dürre flüchteten, zu Aufständischen geworden. Der Bürgerkrieg sei vielmehr von eher wohlhabenden Einwohnern provoziert worden. Syrienexpertin Francesca De Châtel wies auf mangelhaftes Wassermanagement hin und warnte vor einer Betonung des Klimawandels als Ursache, weil Politiker so von ihren eigenen Fehlern ablenken und Schuldige außerhalb des Landes suchen könnten.

### Dürre und Hitze 2013–2015
Auch der Winter 2013 war wieder ausnehmend trocken.
Das Frühjahr 2014 brachte neuerlich eine Dürre mit enormen Ernteausfällen besonders in der westlichen Aleppo-Region.
Der Sommer 2015, der auch die Hitzewelle in Pakistan und Jahrhunderthitze in Europa brachte, war dann auch in Vorder- und Zentralasien einer der heißesten der letzten Jahrzehnte.

## Weitere Entwicklung
Der Mittelmeerraum und der nahe Osten gelten als eine der Regionen der Erde, die voraussichtlich am stärksten auf die Klimaänderung reagieren werden, insbesondere durch einen starken Rückgang der Niederschlagsmenge und einem Anstieg der Variabilität der Niederschläge während der trockenen bzw. warmen Jahreszeit.
Die zukünftige klimatische Entwicklung im östlichen Mittelmeerraum und nahen Osten wurde von der Arbeitsgruppe um Johannes Lelieveld untersucht. Anhand von Klimamodellen wurde bis Ende des 21. Jahrhunderts ein Anstieg der durchschnittlichen Tagestemperaturen um 3,5 bis 7 °C vorhergesagt, sowie einen Rückgang der Niederschläge um 10 Prozent im Vergleich zur Periode 1961–1990. Bei weiterhin steigender Bevölkerungszahl und sinkenden Niederschlagsmengen würden Länder wie Syrien, die Türkei, der Irak und Jordanien um die Mitte des 21. Jahrhunderts etwa die Hälfte ihres Wasserbedarfs durch Meerwasserentsalzung und Wasserimporte decken müssen. Dabei wurde erwartet, dass – ein reguläres Bevölkerungswachstum angenommen – die Bevölkerungszahl in Syrien bis 2050 auf 37 Millionen steigt. Das Internationale Forschungsinstitut für Agrar- und Ernährungspolitik prognostizierte, dass die Ernten in Syrien bis 2050 bis zu 60 % zurückgehen werden.

## Medien
- Der mögliche Zusammenhang der Dürre in Syrien 2006–2010 mit dem darauf folgenden Bürgerkrieg wurde im ersten Teil der Dokumentarfilmreihe Years of Living Dangerously thematisiert.